# Филиппов, Юрий Васильевич
Юрий Васильевич Филиппов (1918–1998) — химик, доктор химических наук, профессор химического факультета МГУ, участник Великой Отечественной войны, лауреат Сталинской премии, заслуженный деятель науки РСФСР.

## Биография
Был призван в армию с четвёртого курса химического факультета Московского университета в августе 1941 года и направлен на учёбу на курсы при Академии химзащиты им. К. Е. Ворошилова. После окончания курсов в марте 1942 года был назначен начальником химической службы танкового соединения. Начал свой боевой путь под Сталинградом. Танковый корпус, в котором он служил, преградил дорогу войскам Манштейна, рвавшимся к окруженной в Сталинграде гитлеровской группировке. За участие в этих боях Филиппов был награжден орденом Красной Звезды. Потом в военной биографии Филиппова был танковый бой у Прохоровки в июле 1943 года, освобождение Харькова, Полтавы, Переяславля-Хмельницкого. Южнее Кременчуга 5-я танковая армия, в составе которой воевал Филиппов, форсировала Днепр и позже приняла участие в Корсунь-Шевченковской операции. За мужество и умение, проявленные в операции «Багратион» летом 1944 года, Филиппов был награжден орденом Отечественной войны II степени.
Закончив войну в звании гвардии капитана, Филиппов вернулся для восстановления на учёбе в университете.
Окончил химический факультет в 1947 году. После выпуска поступил на работу (с 1947) во вновь созданную лабораторию катализа и газовой электрохимии. Учился в аспирантуре у Н. И. Кобозева.
Защитил (1950) диссертацию на учёную степень кандидата химических наук и был оставлен для работы на факультете. Защитил  (1962) диссертацию «Электросинтез озона» на учёную степень доктора химических наук. Профессор кафедры физической химии (1964). Заместитель декана по научной работе (1960–1978) химического факультета. Профессор Ю. В. Филиппов считается создателем новой области в химии низкотемпературной плазмы — электросинтез озона в тихом (барьерном) разряде. Им и его сотрудниками впервые создана электрическая теория озонаторов, разработана теория химической кинетики в применении к реакциям, протекающим в озонаторе. В 1970-х годах Филиппов участвует (совместно с группой Р. В. Хохлова) в исследованиях по созданию химического лазера большой мощности . Автор более 200 научных статей . 
Награждён тремя орденами и медалями СССР, серебряной медалью ВДНХ. Лауреат Сталинской премии (1950), премии Совета Министров СССР II степени (1954). Заслуженный деятель науки РСФСР (1980).